# Send Away the Tigers
Send Away the Tigers – ósmy studyjny album walijskiej grupy Manic Street Preachers.
Zespół określił ten album jako mieszankę płyt Generation Terrorists i Everything Must Go. Zdjęcia wykorzystane na okładkę płyty zostały zaczerpnięte z książki Valerie Phillips Monika Monster Future First Woman on Mars. Pierwszym singlem z tego albumu była piosenka "Your Love Alone Is Not Enough", w której gościnnie wystąpiła Nina Persson.

## Lista utworów
1. "Send Away the Tigers" – 3:36
2. "Underdogs" – 2:49
3. "Your Love Alone Is Not Enough" – 3:55
4. "Indian Summer" – 3:54
5. "The Second Great Depression" – 4:09
6. "Rendition" – 2:59
7. "Autumnsong" – 3:40
8. "I'm Just a Patsy" – 3:11
9. "Imperial Bodybags" – 3:30
10. "Winterlovers"  – 3:03

- Piosenka "Underdogs" została udostępniona do pobrania za darmo.
- Na płycie jest jeden ukryty utwór. Jest on po piosence "Winterlovers", dlatego też w wersji albumowej utwór ten ma 6:40 minut.

## Twórcy
- James Dean Bradfield - wokal, śpiew, gitara
- Sean Moore - perkusja
- Nicky Wire – gitara basowa, śpiew
- Nina Persson - drugi wokal w "Your Love Alone Is Not Enough"
- Sean Reed - instrumenty klawiszowe w "The Second Great Depression" i "Indian Summer"
- Sally Herbert - skrzypce w "Autumnsong" i "Indian Summer"
- Andrew Waters – skrzypce i aranżacje smyczkowe w "The Second Great Depression"
- Sonia Slany - skrzypce w "Autumnsong" i "Indian Summer"
- Lucy Morgan - altówka w "Autumnsong" i "Indian Summer"
- Howard Scott - skrzypce w "Autumnsong" i "Indian Summer"
- Morgan Goff -altówka w "Autumnsong" i "Indian Summer"
- Ian Burdge - wiolonczela w "Autumnsong" i "Indian Summer"